# Tubbreva exigua
Tubbreva exigua är en snäckart som först beskrevs av Winston F. Ponder 1965.  Tubbreva exigua ingår i släktet Tubbreva och familjen Cingulopsidae. Inga underarter finns listade i Catalogue of Life.